# Brillith Gamarra
Brillith Gamarra Carbajal (21 de septiembre de 1996) es una deportista peruana que compite en judo. Ganó una medalla de bronce en el Campeonato Panamericano de Judo de 2019 en la categoría de –52 kg.

## Palmarés internacional
| Campeonato Panamericano | Campeonato Panamericano | Campeonato Panamericano | Campeonato Panamericano |
| Año                     | Lugar                   | Medalla                 | Categoría               |
| ----------------------- | ----------------------- | ----------------------- | ----------------------- |
| 2019                    | Lima (Perú)             | Medalla de bronce       | –52 kg                  |